# Michael Gernhardt
Michael Gernhardt (ur. 4 maja 1956 w Mansfield w Ohio) – amerykański bioinżynier i astronauta.

## Życiorys
W 1974 ukończył szkołę w Mansfield, a w 1978 studia fizyczne na Vanderbilt University, w 1983 uzyskał magisterium, a w 1991 doktorat z bioinżynierii na Uniwersytecie Pensylwanii. W latach 1977–1984 pracował jako zawodowy nurek głębinowy i inżynier projektu konstrukcji na różnych podmorskich polach naftowych, ponad 700 razy nurkował w morskiej głębi. W 1988 założył firmę Oceaneering Space Systems mającą transferować technologię podmorską i doświadczenie operacyjne do programu Międzynarodowej Stacji Kosmicznej. Pracował nad rozwojem różnych narzędzi astronautycznych i nowych przenośnych systemów podtrzymywania życia i procedury dekompresji podczas działań poza pojazdem kosmicznym (spacerów kosmicznych). 31 marca 1992 został wybrany przez NASA kandydatem na astronautę, od sierpnia 1992 przechodził szkolenie jako specjalista misji w Centrum Lotów Kosmicznych imienia Lyndona B. Johnsona. Od 7 do 18 września 1995 brał udział w misji STS-69 trwającej 10 dni, 20 godzin i 28 minut; umieszczono wówczas na orbicie i przechwycono sztuczne satelity WSF-2 oraz Spartan 201. Od 4 do 8 kwietnia 1997 uczestniczył w misji STS-83 trwającej 3 dni, 23 godziny i 12 minut. Cele misji nie zostały zrealizowane z powodu problemów z ogniwem paliwowym. Od 1 do 17 lipca 1997 brał udział w misji STS-94 trwającej 15 dni, 16 godzin i 44 minuty i będącej powtórnym lotem po nieudanym locie naukowym STS-83 z laboratorium Spacelab MSL (Microgravity Science Laboratory). Ostatnią jego misją była STS-104 od 12 do 25 lipca 2001 trwająca 12 dni, 18 godzin i 35 minut.
Łącznie spędził w kosmosie 43 dni, 6 godzin i 59 minut. Opuścił NASA w sierpniu 2001.